# Гноєвий Віктор Іванович
Гноєвий Віктор Іванович (нар.29 лютого 1936 — 28 лютого 2021) — професор кафедри технології кормів і годівлі тварин Харківської державної зооветеринарної академії.

## Біографія
Віктор Іванович народився 29 лютого 1936 року в с. Дергачі Харківської області.
З 1944 по 1954 роки навчався в Дергачівській СШ № 5.
З 1954 по 1959 роки був студентом Харківського зоотехнічного інституту.
Протягом 1959-1962 років був старшим зоотехніком Лозівського кінного заводу № 124 Харківської області.
З 1962 по 1965 роки навчався в аспірантурі кафедри годівлі під керівництвом професора Т. В. Горба.
У 1965 році успішно захистив дисертацію на тему: «Ефективність використання кукурудзяного силосу, збагаченого сечовиною або аміачною водою, у раціонах ремонтних телиць» на здобуття наукового ступеню кандидата сільськогосподарських наук за спеціальністю «Годівля тварин і технологія кормів».
З 1965 по 1969 роки працював на посаді завідувача відділом тваринництва Тернопільської обласної державної сільськогосподарської дослідної станції, де працював за направленням МСГ УРСР.
З 1969 по 1971 роки працював старшим науковим співробітником відділу годівлі сільськогосподарських тварин НДІ землеробства і тваринництва Західного регіону України (м. Львів) під керівництвом академіка УААН Ф. Ю. Палфія.
З 1971 по 2006 роки працював старшим науковим співробітником лабораторії комбікормів, завідувач лабораторії, відділу виробництва, заготівлі, зберігання і використання кормів в Інституті тваринництва УААН (м. Харків).
У 1980 році працював завідувачем лабораторії технології заготівлі, зберігання і використання кормів.
У 1981 році був завідувачем відділу технології виробництва, заготівлі, зберігання і використання кормів.
У 1987 році захистив докторську дисертацію на тему: «Методи підвищення ефективності використання грубих і концентрованих кормів у годівлі великої рогатої худоби».
У 1989 році за результатами науково-практичної діяльності Віктору Івановичу присуджено звання Лауреат премії Ради міністрів СРСР.
У 1999 році Віктору Івановичу присвоєне вчене звання професора.
У 2002 році був завідувачем лабораторії виробництва кормів.
У 2006 році був професором кафедри технології кормів і годівлі тварин Харківської державної зооветеринарної академії.

## Відзнаки та нагороди
- диплом з призначенням іменної стипендії Харківської обласної державної адміністрації ім. О. Н. Соколовського з аграрних наук (2004)

## Праці
Віктор Іванович співавтор 7 книг та опублікував 297 наукових праць і рекомендацій виробництву. Під його керівництвом були захищені докторська та кандидатські дисертації.
Свій великий досвід з 2006 року і до кінця життя передав студентам Харківської державної зооветеринарної академії, де він на високому методичному та педагогічному рівнях читав курс з дисципліни «Годівля тварин» та виконував державні тематики з системи повноцінної годівлі сільськогосподарських тварин.
Науковий світогляд, досвід Віктора Івановича як провідного вченого наукових та навчальних установ, впливали на аграрну політику держави, робота пліч-о-пліч та під керівництвом видатних вчених, закарбували Гноєвого у вітчизняній науці як розробника теорії якості кормів з високим вмістом клітковини за показниками їх анатомо морфологічної будлви та надмолекулярної і тонкої фізико-хімічної структури, актора низки способів підвищення ефективності використання синтетичних азотистик речовин у годівлі молочної худоби, застосування біологічно активних речовин рослинного походження для підвищення продуктивності тварин.